# Bulbophyllum trirhopalon
Bulbophyllum trirhopalon là một loài phong lan thuộc chi Bulbophyllum.